# Thomas Müller (judista)
Thomas Müller, (* 7. dubna 1966 Německá demokratická republika) je bývalý reprezentant Východního Německa a Německa v judu.

## Sportovní kariéra
S judem začínal v 11 letech ve Finsterwalde. Během několika let přesídlil do Frankfurtu nad Odrou, kde se připravoval v armádním klubu ASK. Po znovusjednocení Německa v roce 1990 šel za lepšími podmínkami do Ingolstadtu, kde při tréninku pracoval jako automechanik v Audi.
V německé reprezentaci se mu nepodařilo dlouhodobě vystoupit ze stínu Henry Stöhra a Franka Möllera a po problémech s kolenem, které ho začalo trápit po olympijském roce 1992, vrcholové kariéry zanechal.

## Výsledky

### Váhové kategorie
| Turnaj             | Východní Německo | Východní Německo | Východní Německo | Východní Německo | Východní Německo | Německo    | Německo    |
| Turnaj             | 1986             | 1987             | 1988             | 1989             | 1990             | 1991       | 1992       |
| Turnaj             | 20               | 21               | 22               | 23               | 24               | 25         | 26         |
| Turnaj             | těžká váha       | těžká váha       | těžká váha       | těžká váha       | těžká váha       | těžká váha | těžká váha |
| ------------------ | ---------------- | ---------------- | ---------------- | ---------------- | ---------------- | ---------- | ---------- |
| Mistrovství světa  |                  | —                |                  | —                |                  | —          |            |
| Mistrovství Evropy | —                | —                | —                | 2.               | —                | —          | —          |
| MS juniorů         | 3.               |                  |                  |                  |                  |            |            |
| ME juniorů         | 5.               |                  |                  |                  |                  |            |            |

### Bez rozdílu vah
| Turnaj             | 1986 | 1987 | 1988 | 1989 | 1990 | 1991 | 1992 |
| Turnaj             | 20   | 21   | 22   | 23   | 24   | 25   | 26   |
| ------------------ | ---- | ---- | ---- | ---- | ---- | ---- | ---- |
| Mistrovství světa  |      | —    |      | 7.   |      | —    |      |
| Mistrovství Evropy | —    | —    | ?    | —    | —    | —    | 1.   |